# Maria Limànskaia
Maria Limànskaia   (Stàraia Poltavka, 12 d'abril de 1924 - Zvonariovka, 26 de novembre de 2024) va ser una soldat de l'Exèrcit Roig durant la Segona Guerra Mundial. És coneguda per ser qui dirigia el trànsit a la Porta de Brandenburg l'any 1945 després de la batalla de Berlín. Va convertir-se en un símbol de la victòria aliada sobre l'Alemanya Nazi.

## Biografia

### Joventut i carrera militar
Nascuda l'any 1924 amb el nom de Maria Limànskaia, va unir-se a l'Exèrcit Roig l'any 1942, en ple apogeu de la Segona Guerra Mundial. En aquells moments l'Stavka soviètic (alt comandament) començava a patir una manca de reservistes per reforçar els 2000 quilòmetres del Front Oriental, així que va decidir començar a reclutar dones i homes menors d'edat. Gairebé 800.000 dones van allistar-se a l'Exèrcit Roig durant la guerra. No es tenen gaires dades de la carrera militar de Limànskaia més enllà d'algunes anècdotes que expliquen que gairebé va morir quan va abandonar un edifici pocs segons abans que hi esclatés una bomba, o que va contraure la malària.

### La Porta de Brandenburg i el símbol de la victòria
Després que la Batalla de Berlín acabés a principis de maig de 1945, Limànskaia va ser destinada a dirigir el trànsit a la Porta de Brandenburg durant la Conferència de Potsdam a finals de juliol. Mentre estava de servei, Ievheni Khaldei, un periodista de l'agència soviètica de premsa, l'Agència de Telègrafs de la Unió Soviètica (TASS), va fotografiar-la, filmar-la i entrevistar-la. La seva foto va aparèixer als diaris i revistes de tot el món i de seguida es va convertir en una imatge icònica de la victòria sobre l'Alemanya Nazi. Més endavant va tenir una petita trobada amb el primer ministre britànic Winston Churchill. Limànskaia va comentar posteriorment, «era exactament com me l'havia imaginat, fumant un cigar».

### Vida posterior
Després de la guerra Maria Limànskaia va tornar a la vida civil i va traslladar-se a viure a Zvonariovka (Saràtov).